# Мокрицы
Мокри́цы (лат. Oniscidea) — подотряд ракообразных из отряда равноногих (Isopoda) раков.

## Внешний вид
Тело овальное, сверху выпуклое, первая пара усиков недоразвита и очень мала, вторая сильно развита. Глаза по бокам головы; верхние челюсти лишены щупалец. Первый грудной членик по большей части обхватывает голову с боков, 8-й имеет сзади глубокую вырезку; все 7 пар грудных ног одинакового строения и приспособлены для ходьбы. Все членики брюшка свободные; пять первых пар брюшных ног прикрывают друг друга черепицеобразно; внутренняя ветвь их играет роль жабры, наружная — крышки; твёрдая наружная ветвь первой пары заключает открывающиеся наружу воздушные полости — органы воздушного дыхания; 6 пара брюшных ног обращена назад и выдаётся в промежутке между 5 и 6 брюшным члеником.
Наиболее характерные представители семейства относятся к родам Oniscus и Porcellio. Тело их овальное, несколько более суженное к задней части, лоб с тремя лопастями, наружные усики длиною почти равны половине тела, 3, 4 и 5 членики брюшка с длинными направленными назад боковыми выростами.

## Образ жизни
Живут на суше (хотя некоторые и держатся преимущественно у берегов пресных или солёных вод) по большей части во влажных местах: под камнями, под лежащим на земле деревом, в погребах и т. п. Днём они прячутся, а выходят на поиски пищи вечером или ночью. Питаются растениями, частью разлагающимися, частью живыми, и могут иногда приносить некоторый вред огородным растениям (но вместе с тем они поедают и вредные растения). Некоторые виды мокриц живут в гнёздах термитов и муравьёв.

## Размножение
Гетерогаметным полом у мокриц являются самки, а гомогаметным — самцы. Половое поведение мокриц имеет интересные особенности. Неоплодотворённые самки имеют на брюшной стороне пятого грудного сегмента пару отверстий, ведущих в семяприёмники, обращённые к яйцеводам слепым концом. При совокуплении (в апреле или мае) приёмники наполняются семенем; через некоторое время они лопаются на внутреннем конце, и семя поступает в яйцеводы. Вслед за тем самка линяет, её строение меняется: парные половые отверстия пятого членика закрываются, а вместо них образуется непарное щелевидное отверстие на границе между 5-м и 6-м члениками; на пяти первых парах ног образуются при основании пластинки, составляющие выводковую камеру. Семя проникает затем в яичник, и оплодотворённые яйца выходят через упомянутое непарное отверстие в выводковую камеру, где и проходят развитие. Часть семени остается невостребованным и оплодотворяет новую кладку, поступающую в сумку после того, как выведшееся в ней поколение оставит её. Когда и новое поколение разовьётся и покинет сумку, самка снова сбрасывает кожицу и появляется после линьки в первоначальном виде.
Продолжительность жизни: 9—12 месяцев.

## Палеонтология
Мокрицы плохо сохраняются в ископаемом состоянии, древнейшие их находки относятся к раннему мелу и были сделаны в шарантийском и испанском янтарях.

## Классификация
Инфраотряд/Секция Diplocheta
- Ligiidae

Инфраотряд Holoverticata
- Секция Tylida

- Tylidae

- Секция Microcheta

- Mesoniscidae

- Секция Synocheta

- Buddelundiellidae
- Schoebliidae
- Styloniscidae
- Titaniidae
- Trichoniscidae
- Tunanoniscidae

Инфраотряд Crinocheta
- Agnaridae
- Alloniscidae
- Armadillidae
- Armadillidiidae
- Balloniscidae
- Bathytropidae
- Berytoniscidae
- Cylisticidae
- Delatorreidae
- Detonidae
- Eubelidae
- Halophilosciidae
- Olibrinidae
- Oniscidae
- Philosciidae
- Platyarthridae
- Porcellionidae
- Pudeoniscidae
- Rhyscotidae
- Scleropactidae
- Scyphacidae
- Spelaeoniscidae
- Stenoniscidae
- Tendosphaeridae
- Trachelipodidae

## Галерея

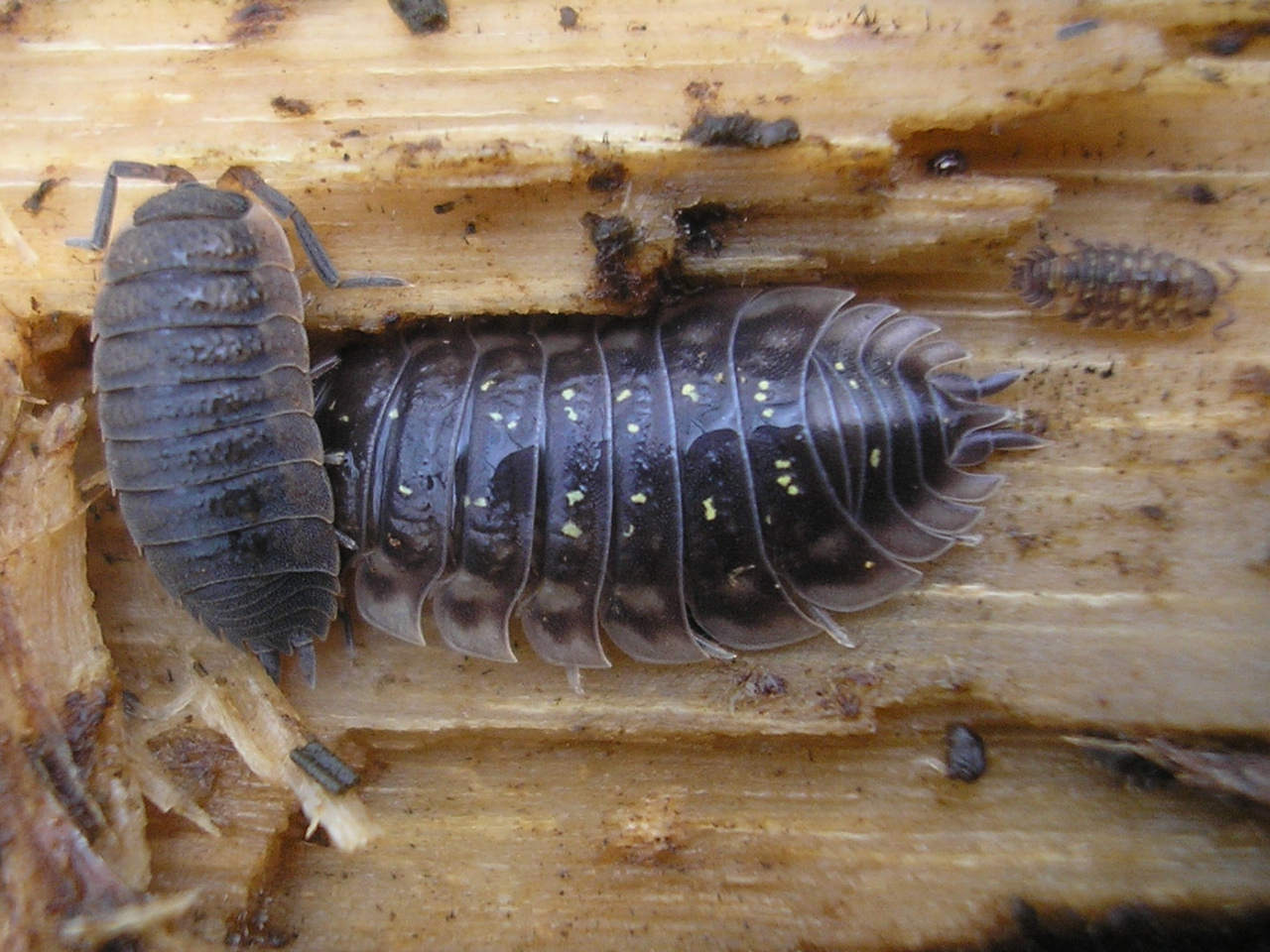
Porcellio scaber (слева) и Oniscus asellus (справа)
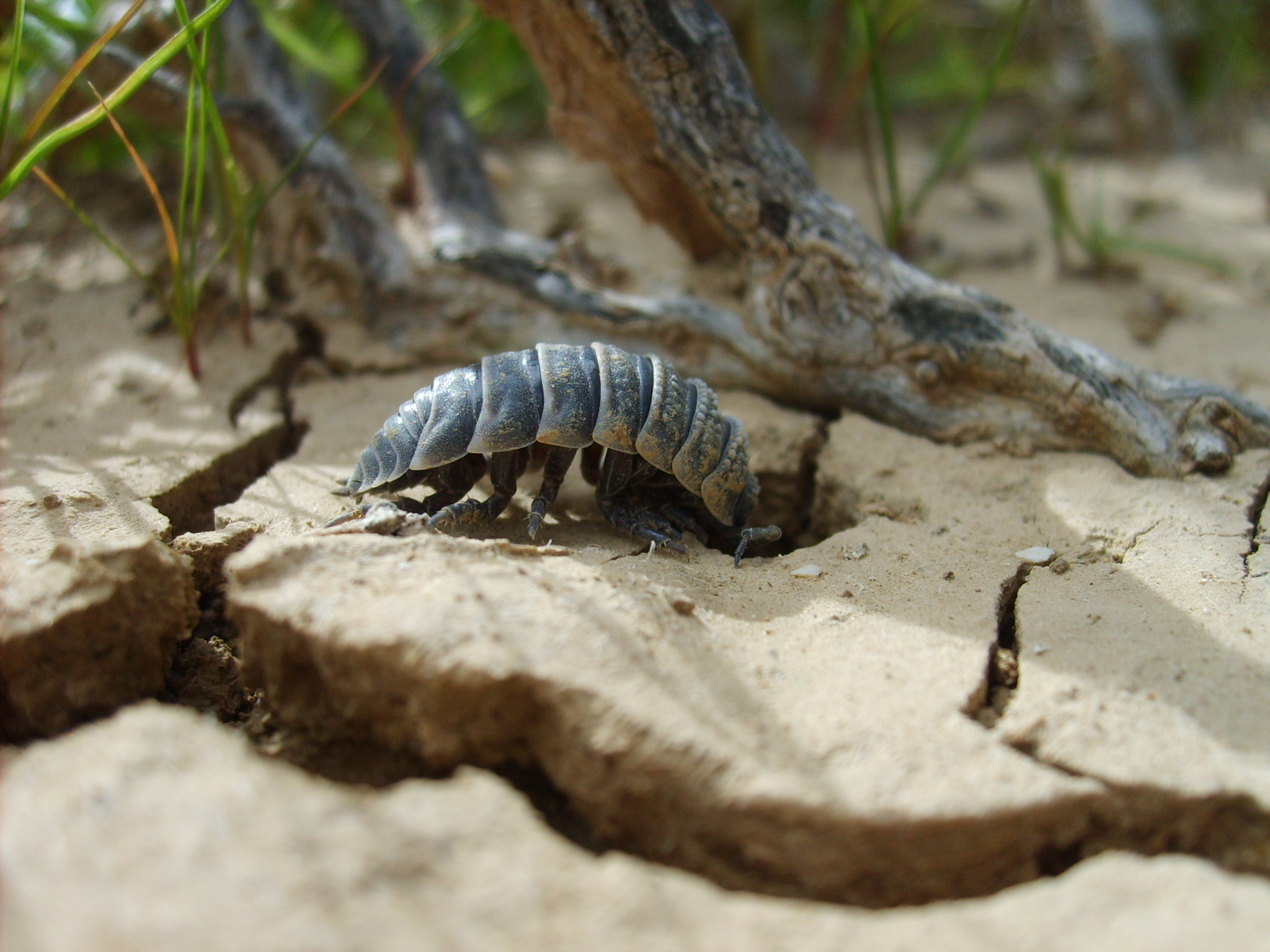
Hemilepistus reaumuri
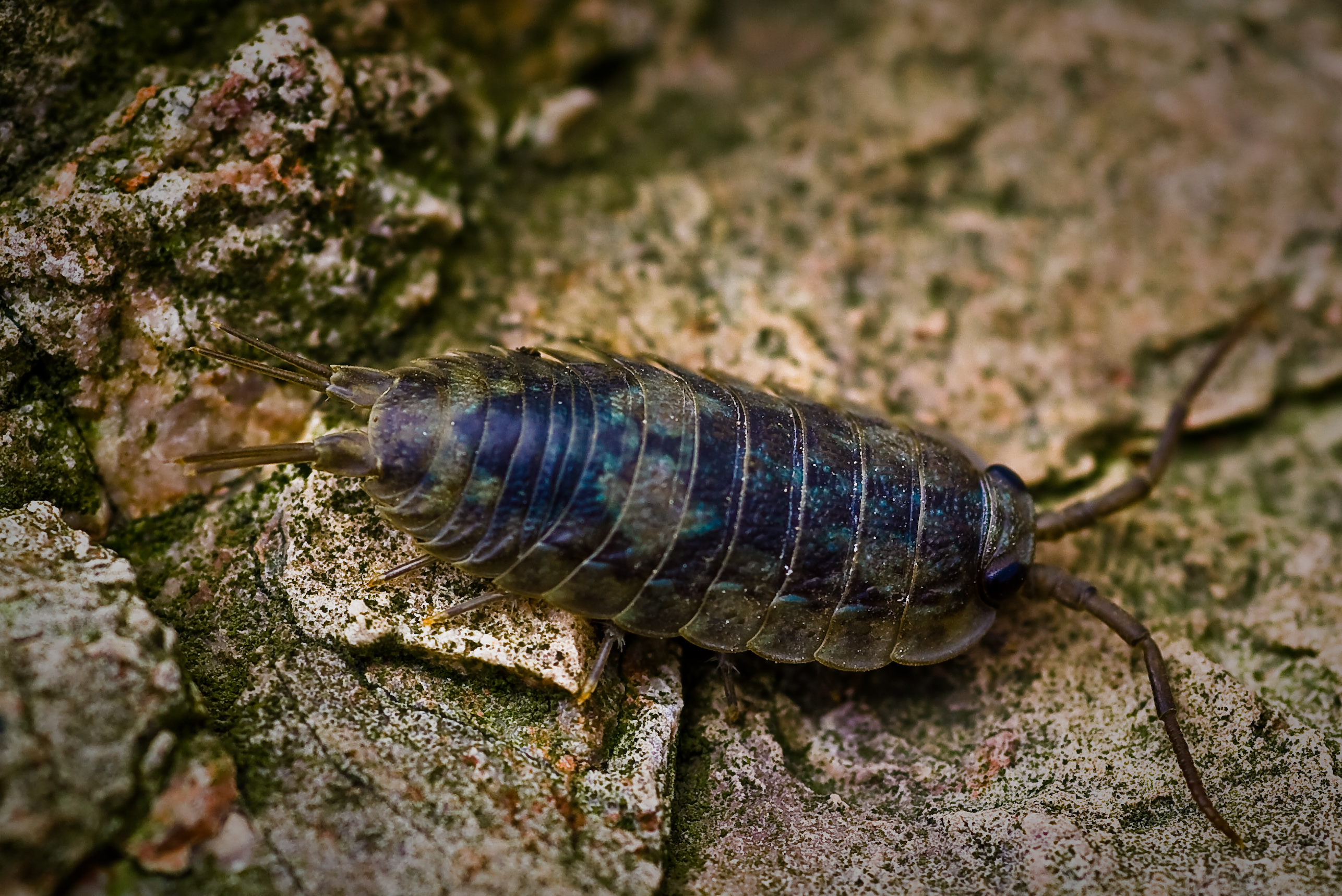
Ligia oceanica